# مو گاو
مو گاو یک ستاره است که در صورت فلکی ثور قرار دارد.